# Freestyle Releasing
Freestyle Releasing, LLC est une société américaine de distribution de films indépendants basée à Los Angeles, Californie, fondée en 2004, spécialisée dans la distribution en salles de films à petit budget. Contrairement à la plupart des distributeurs, Freestyle Releasing ne fournit pas de fonds pour les copies de films et la publicité, laissant les coûts publicitaires aux sociétés de production.

## Histoire
Freestyle Releasing est fondée en 2004 par Susan Jackson, Mark Borde et Mike Doban, anciens employés de United Artists Theaters. En janvier 2006, Jackson lance le label DVD Freestyle Home Entertainment pour offrir plus de flexibilité dans les négociations. L'entreprise réserve les films Winter Passing et Find Me Guilty pour Yari Film Group en 2006. En 2010, Jackson forme Freestyle Digital Media, un agrégateur de films pour le marché de la vidéo à la demande.
En mai 2011, Doban quitte l'entreprise pour devenir directeur des opérations chez Sycamore Entertainment Group, une société de financement des copies de films et de la publicité (P&A). Jackson décède en octobre 2014. En octobre 2015, Byron Allen's Entertainment Studios acquiert Freestyle pour un montant non divulgué, "dit scellé pour des chiffres élevés à huit chiffres".

## Unités
- Freestyle Digital Media, fondée en 2010, est un agrégateur de films pour le marché de la vidéo à la demande, avec un accord de distribution avec Netflix[3]
- Turtle's Crossing, société de vente de productions indépendantes[3], fondée par Jackson en 1999, représente les producteurs dans la vente de leurs films[1]

Freestyle a un accord de distribution de services avec Jeff Clanagan pour une série de films afro-américains appelée Code Black.

## Sorties sélectionnées
- Trois (2000)[2]
- Dot the i (2003)[2]
- Spin (2003)[2]
- Fighting Tommy Riley (2004)[2]
- Hair Show (2004)[2]
- Riding the Bullet (film, 2004)[2]
- Modigliani (film, 2004)[2]
- An American Haunting (2005)[4],[1]
- Preaching to the Choir (2005)[2]
- The Illusionist (film, 2006)
- The Heart Specialist (2006)
- The Haunting of Molly Hartley (2008)
- Sarah Landon and the Paranormal Hour (2007)
- Dragon Wars (film, 2007)[1]
- Bottle Shock (2008)[4],[1]
- Me and Orson Welles (2008)[4],[1]
- Delgo (2008)
- The Collector (film, 2009)
- My One and Only (film, 2009)
- Tucker Max : Histoires d'un serial fucker (2009)
- N-Secure (2010)
- Crazy on the Outside (2010)
- The Nutcracker in 3D (2010)
- Crooked Arrows (2012)[1]
- The Oogieloves in the Big Balloon Adventure (2012)
- God's Not Dead (film, 2014)[3]
- Left Behind (film, 2014)[1]
- Woodlawn (film, 2015)[3]
- Hell and Back (film, 2015)
- Camera Store (2016)
- After Louie (2018)
- Danger One (2018)
- Supervized (2019)
- The Believer (film, 2021)
- Range Roads (2021)
- Because of Charley (2021)
- Curse of Aurore (2021)
- The Take Out Move (2022)
- The Oath (2023)
- City of Love (film, 2023)
- A Perfect Day for Caribou (2024)[6]
- How to Break a World Record (2024)[7]